# Francesco Coccopalmerio
Francesco Coccopalmerio (San Giuliano Milanese, 6 marzo 1938) è un cardinale e arcivescovo cattolico italiano, dal 7 aprile 2018 presidente emerito del Pontificio consiglio per i testi legislativi.

## Biografia
Nasce a San Giuliano Milanese, in provincia e arcidiocesi di Milano, il 6 marzo 1938; è figlio di Alberto, originario di Scontrone, in Abruzzo, e di Giuseppina Ceppi, insegnante, originaria di Sernio, in Valtellina.
Durante la Seconda guerra mondiale la famiglia sfolla nel paese della madre, dove riceve la prima comunione.
Nel periodo dell'adolescenza cresce nella parrocchia dei Santi Gervasio e Protasio a Parabiago, dove il padre è segretario comunale.

### Formazione e ministero sacerdotale
Dopo aver ottenuto la maturità classica al liceo statale di Busto Arsizio, entra nel seminario arcivescovile di Milano presso la sede di Venegono Inferiore nel 1957, rimanendovi fino al 1962, proseguendo quindi i propri studi presso la facoltà teologica dell'Italia settentrionale, dove nel 1963 ottiene la licenza teologica.
Il 28 giugno 1962 è ordinato presbitero, nella cattedrale di Milano, dal cardinale Giovanni Battista Montini (poi papa Paolo VI).
Per un anno, dal 1962 al 1963, è professore al seminario minore di Masnago per poi entrare nella curia di Milano dal 1966, dove ricopre l'incarico di avvocato generale dal 1980 al 1994. Sempre nel 1966 diviene, inoltre, professore di diritto canonico presso la facoltà teologica dell'Italia settentrionale, incarico che mantiene fino al 1999.
Si trasferisce dunque a Roma, per studiare alla Pontificia Università Gregoriana, dove ottiene il dottorato in diritto canonico nel 1968, sotto la guida del gesuita Wilhelm Bertrams, col quale disserta una tesi dal titolo La partecipazione degli acattolici al culto della chiesa cattolica nella pratica e nella dottrina della Santa Sede dall'inizio del XVII secolo ai nostri giorni. Nel 1970 ottiene un diploma in teologia morale presso l'Accademia alfonsiana. Consegue la laurea in Giurisprudenza nel 1976 presso l'Università Cattolica di Milano sotto la guida del professor Orio Giacchi.
Dal 1981 è professore aggiunto nella facoltà di diritto canonico presso la Pontificia Università Gregoriana e dal 1985 torna a Milano per divenire pro-vicario generale dell'arcidiocesi. Diviene anche presidente della commissione diocesana per l'ecumenismo e il dialogo, dal 1988
Nel 1986 è nominato prelato d'onore di Sua Santità.
Ottiene la licenza in teologia nel 1990, cogliendo anche l'occasione per studiare il tedesco.

### Ministero episcopale e cardinalato

#### Vescovo ausiliare di Milano
L'8 aprile 1993 papa Giovanni Paolo II lo nomina vescovo ausiliare di Milano e vescovo titolare di Celiana. Il 22 maggio successivo riceve l'ordinazione episcopale, nella basilica di Sant'Ambrogio a Milano, dal cardinale Carlo Maria Martini, co-consacranti i vescovi Attilio Nicora (poi arcivescovo e cardinale) e Giovanni Giudici.
Durante questo periodo si occupa attivamente della cultura e dei centri di formazione culturale cattolica. Si guadagna la fiducia dell'arcivescovo divenendo vicario delegato per la disciplina dei sacramenti, per il patrimonio culturale ecclesiastico, per l'archivio storico, per il tribunale ecclesiastico regionale e, dal 1993, diventa anche delegato per il concilio dei presbiteri e della pastorale diocesana. Nella CEI è membro del consiglio per gli affari giudiziari, dal 1993, e ne diventa presidente dal 1999. Dal 1995 al 2006 è commissario pontificio della Compagnia di San Paolo. Nell'agosto del 2000 è nominato membro del Supremo tribunale della Segnatura apostolica.
Il 4 agosto 2002 inaugura, insieme all'allora vescovo di Sulmona-Valva Giuseppe Di Falco, il Sacrario nazionale mauriziano d'Italia a Pescocostanzo.

#### Presidente del Pontificio consiglio per i testi legislativi
Il 15 febbraio 2007 papa Benedetto XVI lo nomina presidente del Pontificio consiglio per i testi legislativi e lo eleva alla dignità di arcivescovo; succede al cardinale Julián Herranz Casado, dimessosi per raggiunti limiti di età.
Sotto la sua presidenza, ha luogo la celebrazione del venticinquesimo anniversario della promulgazione del codice di diritto canonico (1983-2008) e il ventesimo anniversario dell'entrata in vigore del Codice dei canoni delle Chiese orientali (1990-2010). Nel 2008, diventa consultore generale dell'Unione giuristi cattolici italiani. È inoltre il fondatore, col gesuita Jean Beyer, del giornale Quaderni di Diritto Ecclesiale, nonché autore di numerose pubblicazioni scientifiche in materia di legislazione ecclesiastica.
Nel concistoro del 18 febbraio 2012 papa Benedetto XVI lo crea cardinale diacono di San Giuseppe dei Falegnami; il 26 aprile successivo prende possesso della diaconia.
Viene nominato membro della Congregazione per la dottrina della fede, del Supremo tribunale della Segnatura apostolica e del Pontificio consiglio per la promozione dell'unità dei cristiani il 21 aprile 2012; il 19 giugno seguente viene confermato presidente del Pontificio consiglio per i testi legislativi, è nominato membro della Congregazione delle cause dei santi il 22 dicembre di quello stesso anno. Il 19 dicembre 2013 è confermato membro della Congregazione delle cause dei santi.
È anche delegato pontificio per le celebrazioni del 718º anniversario della Perdonanza Celestiniana tenutosi a L'Aquila dal 23 al 29 agosto 2012.
Il 12 e il 13 marzo 2013 partecipa come cardinale elettore al conclave che porta all'elezione di papa Francesco.
Nel gennaio 2015 papa Francesco lo nomina membro della Congregazione per la dottrina della fede con l'incarico tra l'altro di rivedere gli appelli del clero colpevole di abusi.
Nel 2015 il dicastero da lui guidato presenta delle perplessità sull'autorità data alla Segreteria per l'economia e al suo prefetto, il cardinale George Pell, il quale richiede non solo maggiore trasparenza in tutte le operazioni finanziarie, ma anche il consolidamento della gestione sotto la segreteria.
Nel 2017 viene incaricato di rispondere ad alcune chiarificazioni espresse dai dubia sulla Amoris Laetitia di papa Francesco. Egli si concentrò in particolare sul permettere a coloro che non fossero sposati regolarmente l'accesso ai sacramenti solo se riconoscessero la loro situazione di peccato e manifestassero desiderio di mutarla.
Il 6 marzo 2018, al compimento del suo ottantesimo genetliaco, esce dal novero dei cardinali elettori. Il successivo 7 aprile papa Francesco accoglie la sua rinuncia all'ufficio di presidente del Pontificio consiglio per i testi legislativi per raggiunti limiti di età; gli succede l'arcivescovo Filippo Iannone, fino ad allora segretario aggiunto del medesimo dicastero.
Il 4 marzo 2022 opta per l'ordine presbiterale mantenendo la titolarità della sua diaconia elevata pro hac vice a titolo.

## Posizioni teologiche, sociali, morali e su temi politici
Il 27 agosto 2014 papa Francesco lo nomina membro di un gruppo di lavoro incaricato di accelerare il processo di valutazione della nullità dei matrimoni. Il suo lavoro dà come risultato alcuni cambiamenti resi pubblici dal pontefice nel settembre 2015, il quale elimina gli appelli obbligatori, facilita alcune circostanze ed istituisce processi meno brevi in alcuni casi.
Dopo la prima sessione del Sinodo della Famiglia tenutosi nell'ottobre 2014, esprime disappunto per il fatto che non tutti i partecipanti avessero dimostrato di comprendere "quali sono i problemi che ci affliggono e le loro connessioni" al contrario "mostrando di voler semplicemente riaffermare la dottrina". Fa un esempio:
Egli abbraccia inoltre l'idea dell'accesso all'Eucaristia anche per quei cattolici che si trovino in situazioni matrimoniali irregolari. Fa a tal proposito l'esempio di una donna che vive con un uomo con tre figli piccoli avuti da una donna che lo ha abbandonato. Egli immagina che questa si accosti alla comunione "durante il funerale del padre, o nel giorno della cresima di uno dei bambini". Il cardinale pertanto si chiedeva: "È totalmente impossibile dunque ammetterla alla comunione? Ammettendola al sacramento, andrei contro la dottrina dell'indissolubilità del matrimonio? Non penso proprio: infatti questo non ha a che fare col caso in esame."

## Galleria d'immagini

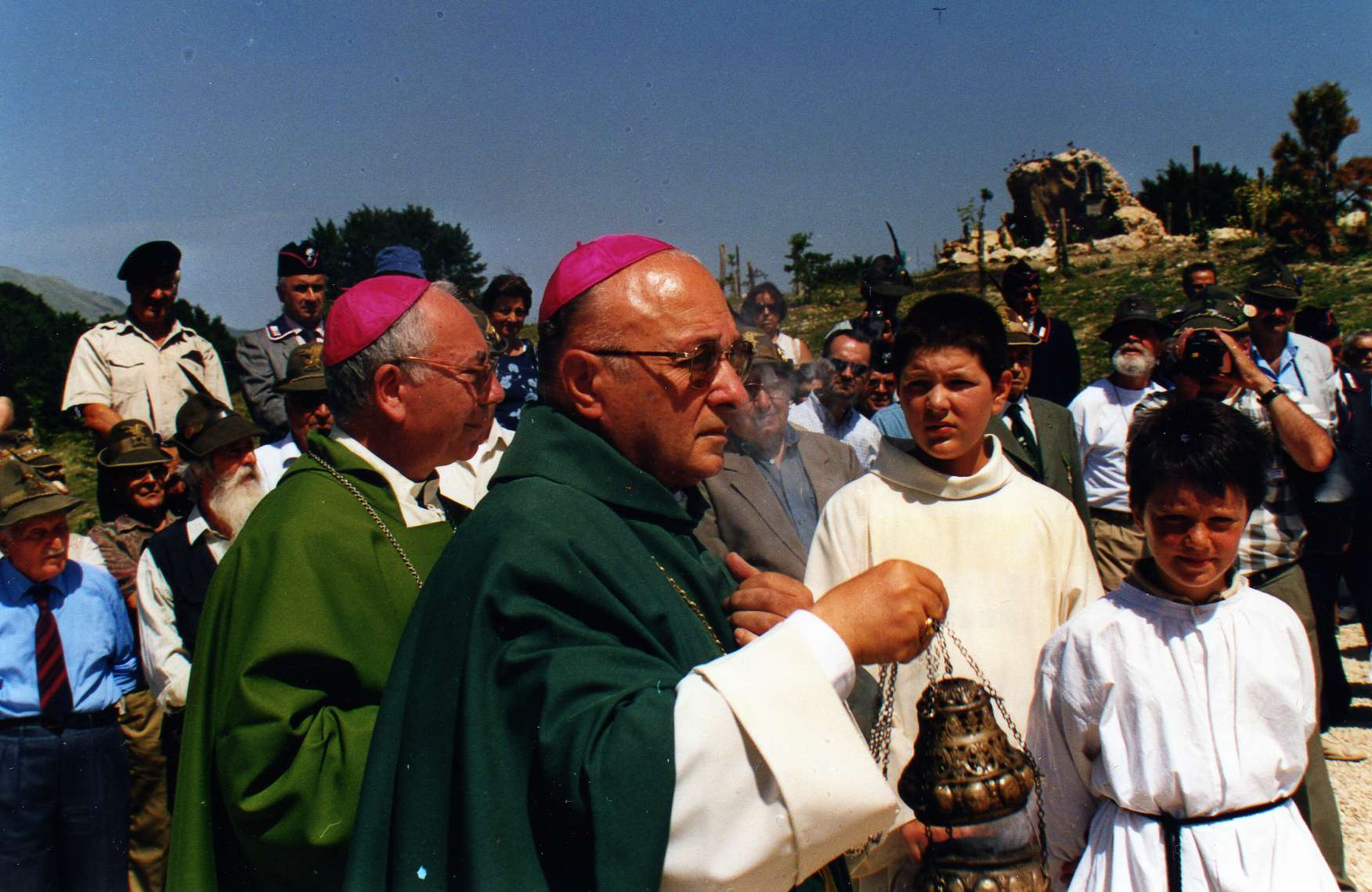
Partecipazione di Francesco Coccopalmerio (allora vescovo) all'inaugurazione del Sacrario nazionale mauriziano a Pescocostanzo insieme al vescovo di Sulmona-Valva Giuseppe Di Falco il 4 agosto 2002.
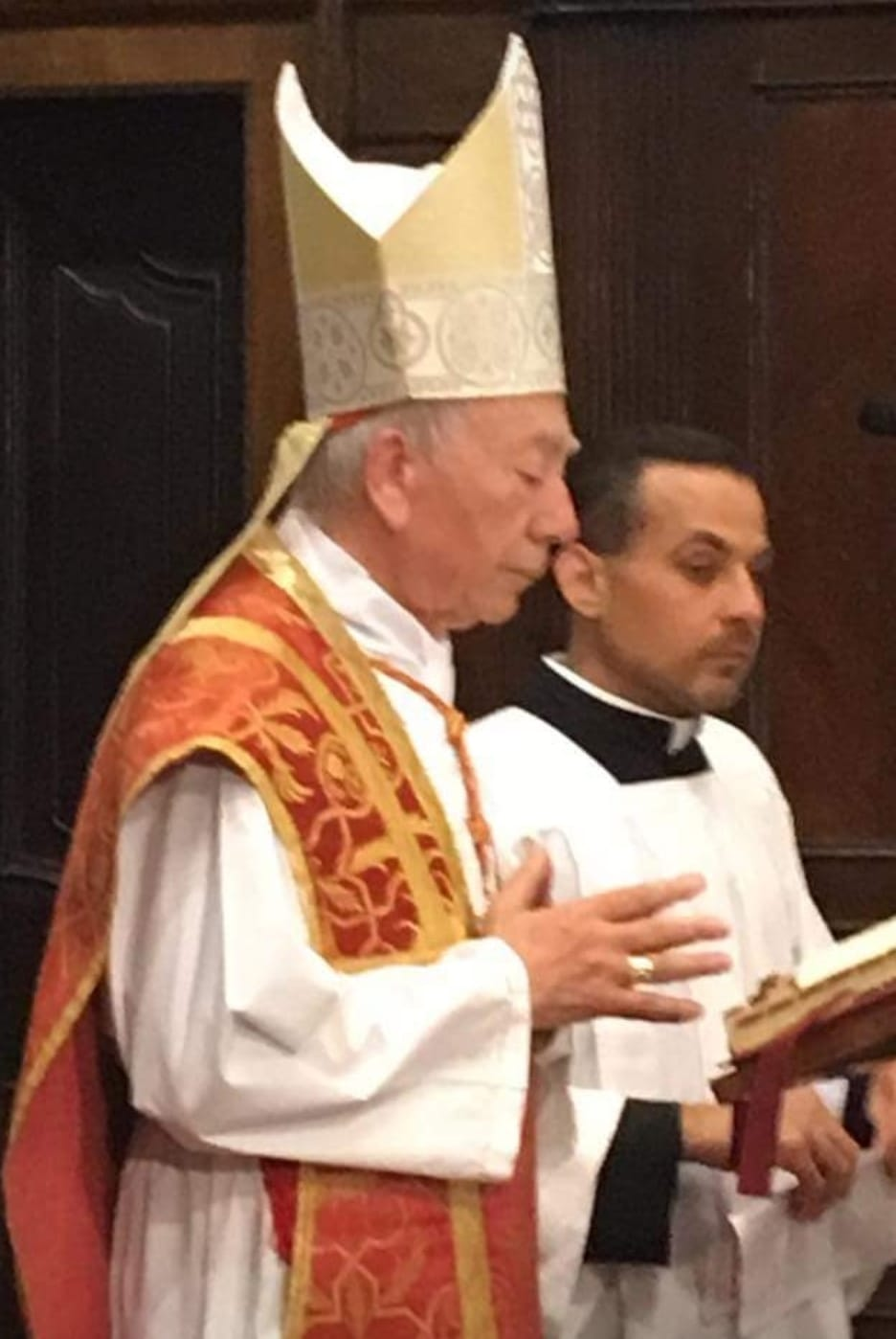
Il cardinale Coccopalmerio durante una celebrazione eucaristica nel 2017.
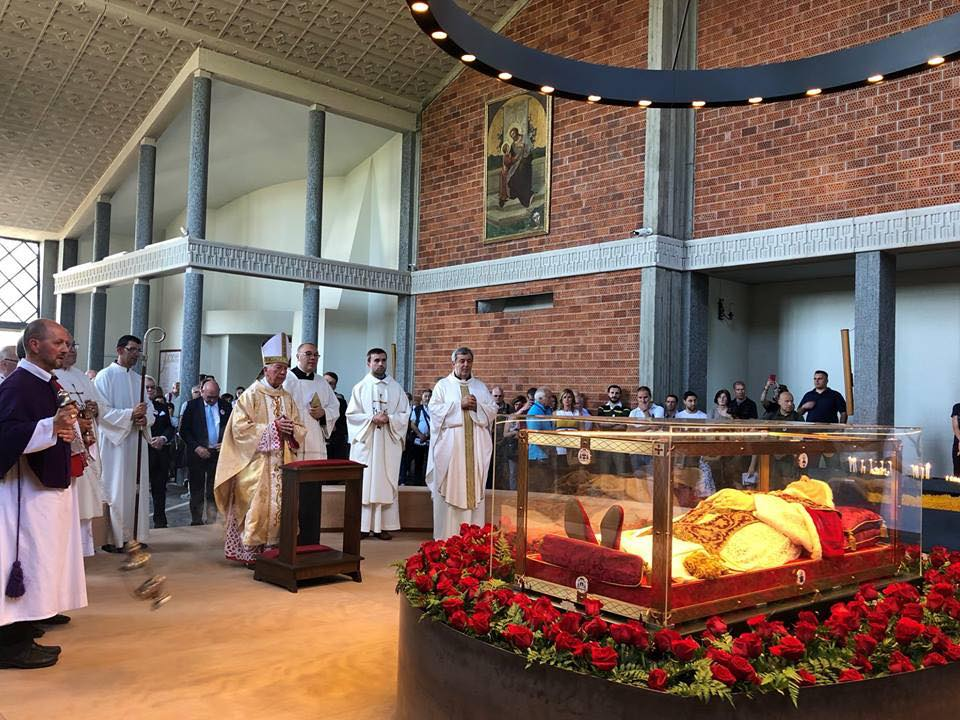
Santa Messa presieduta da Francesco Coccopalmerio a Sotto il Monte in occasione della Peregrinatio dell'urna di san Giovanni XXIII il 9 giugno 2018.
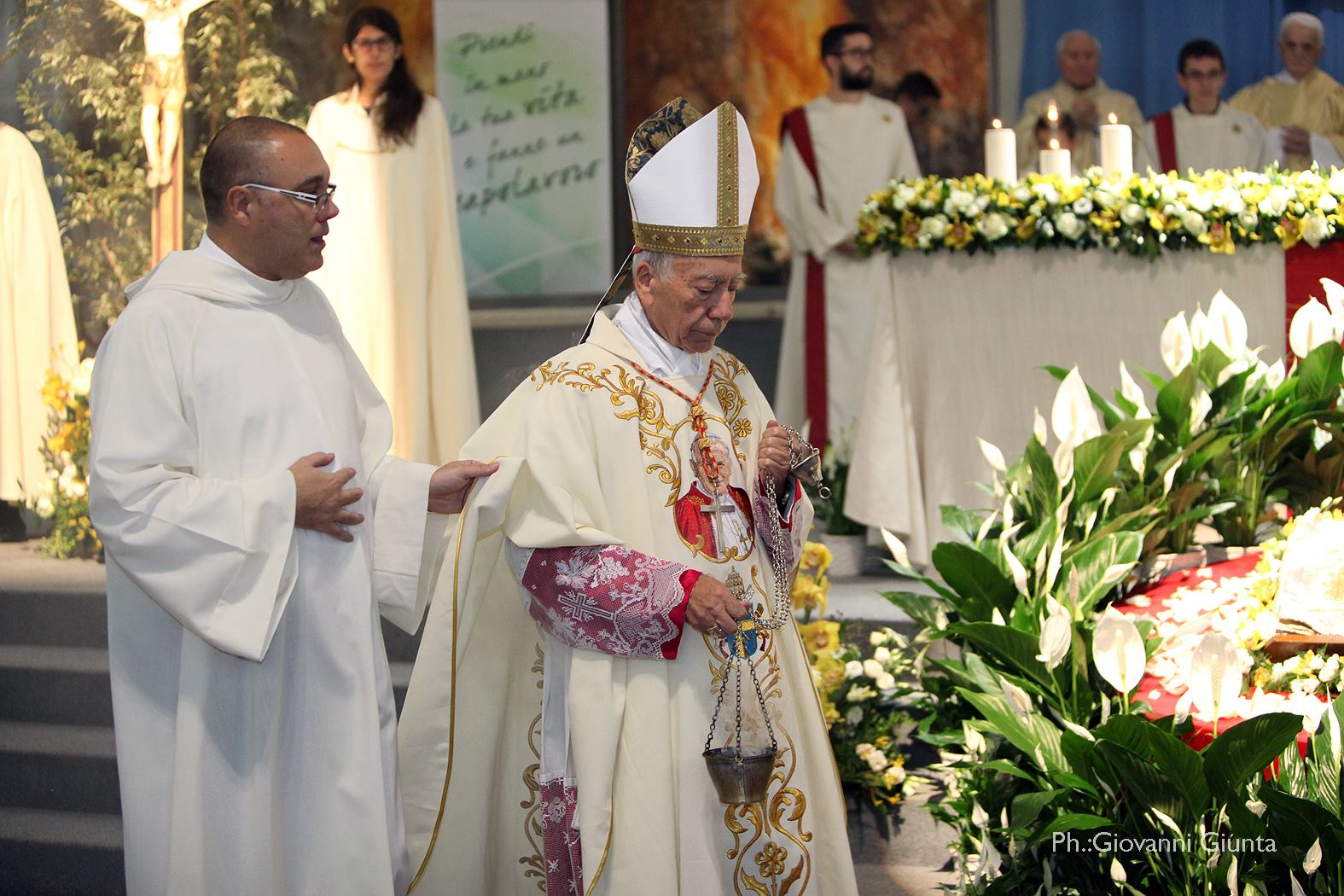
Santa Messa presieduta da Francesco Coccopalmerio nella chiesa di San Giuseppe della Pace a Milano in occasione dell'accoglienza delle reliquie di san Giovanni Paolo II il 18 novembre 2018: incensazione del Reliquiario.
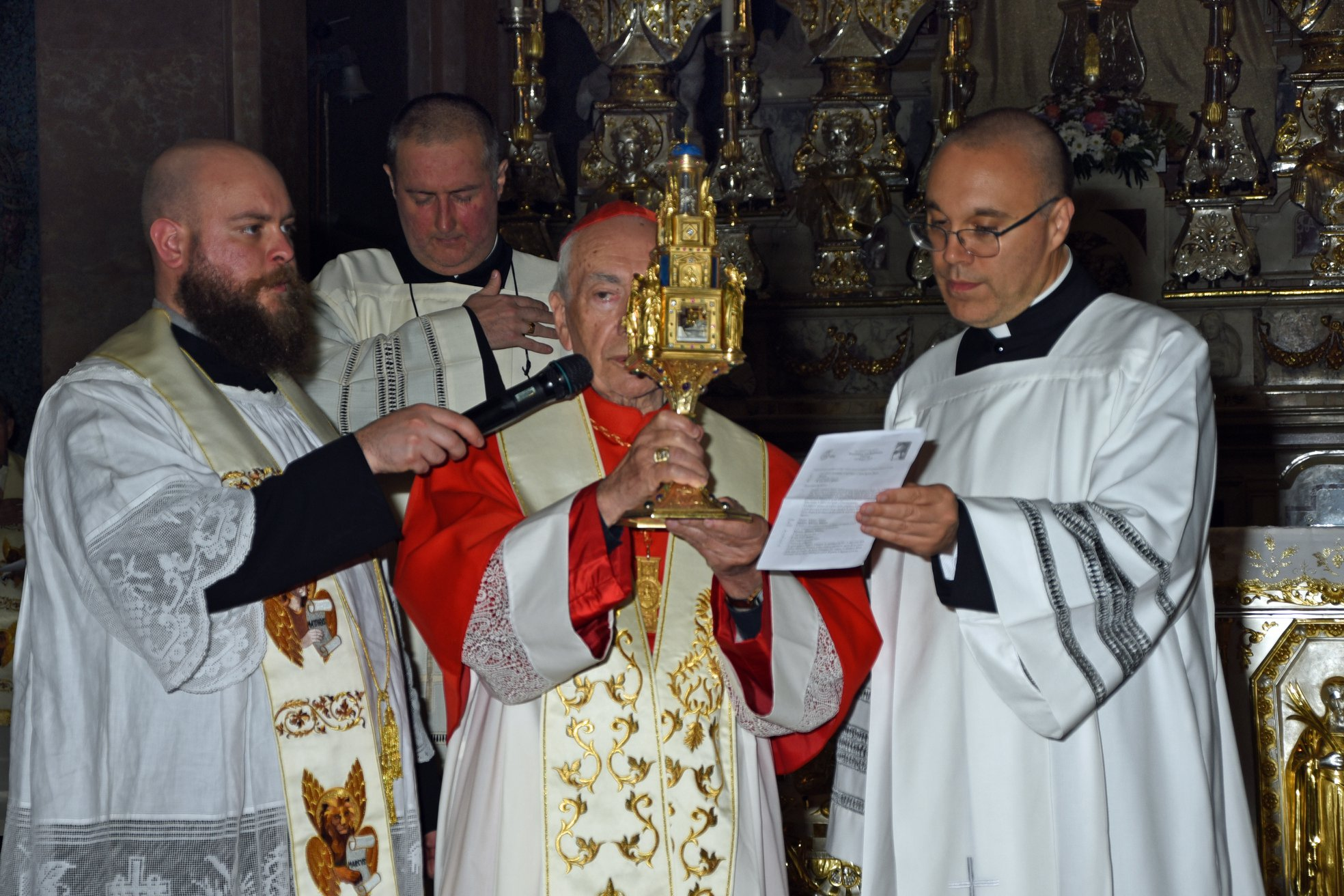
Processione presieduta da Francesco Coccopalmerio nel Parco di Monza alla presenza delle reliquie delle lacrime cristallizzate della Madonna di Siracusa, il 25 maggio 2019.
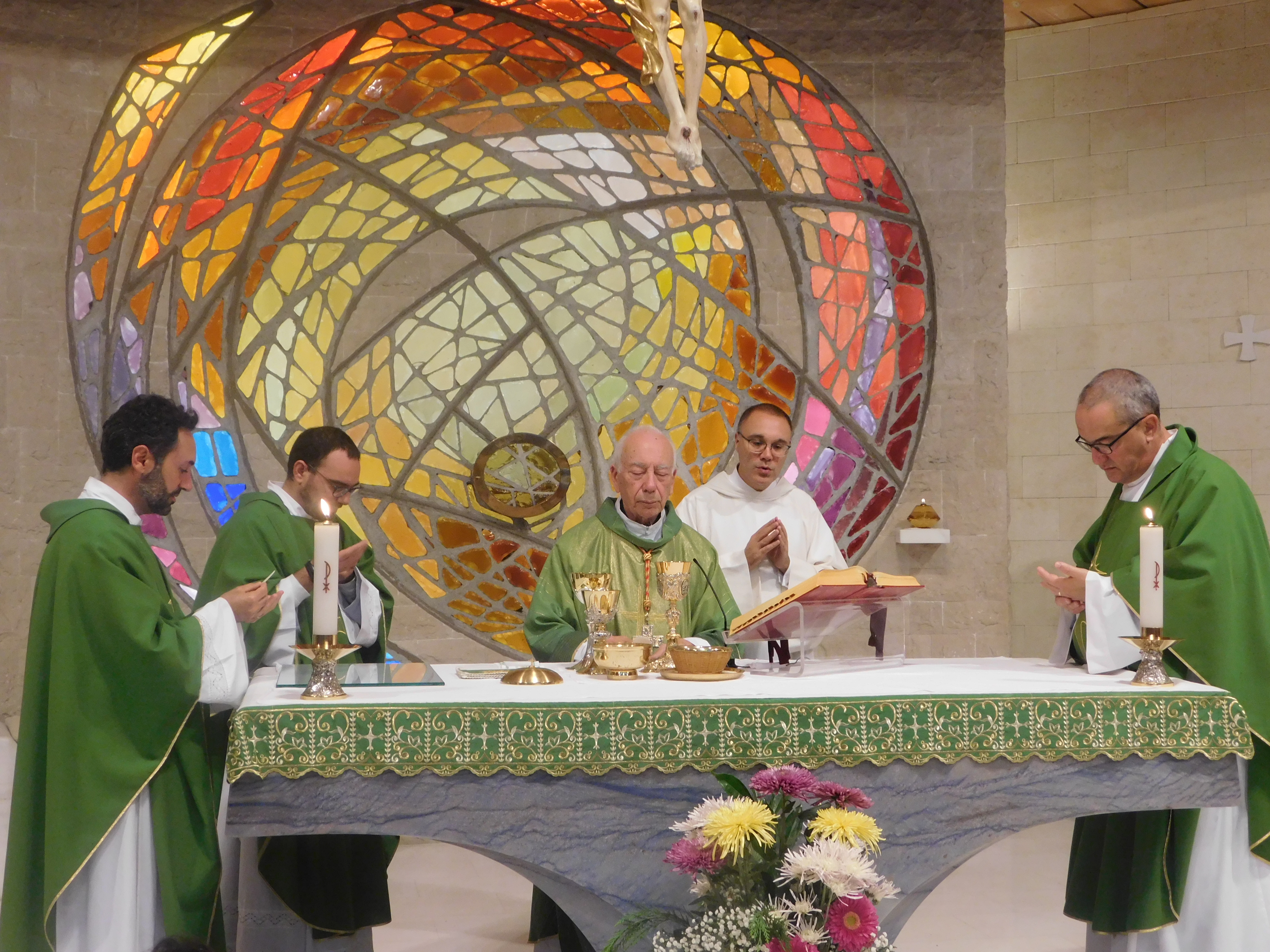
Santa Messa presieduta da Francesco Coccopalmerio nella chiesa di Cella di Noceto in memoria di mons. Bruno Bertagna il 3 novembre 2019.

## Genealogia episcopale
La genealogia episcopale è:
- Cardinale Scipione Rebiba
- Cardinale Giulio Antonio Santori
- Cardinale Girolamo Bernerio, O.P.
- Arcivescovo Galeazzo Sanvitale
- Cardinale Ludovico Ludovisi
- Cardinale Luigi Caetani
- Cardinale Ulderico Carpegna
- Cardinale Paluzzo Paluzzi Altieri degli Albertoni
- Papa Benedetto XIII
- Papa Benedetto XIV
- Papa Clemente XIII
- Cardinale Enrico Benedetto Stuart
- Papa Leone XII
- Cardinale Chiarissimo Falconieri Mellini
- Cardinale Camillo Di Pietro
- Cardinale Mieczysław Halka Ledóchowski
- Cardinale Jan Maurycy Paweł Puzyna de Kosielsko
- Arcivescovo Józef Bilczewski
- Arcivescovo Bolesław Twardowski
- Arcivescovo Eugeniusz Baziak
- Papa Giovanni Paolo II
- Cardinale Carlo Maria Martini, S.I.
- Cardinale Francesco Coccopalmerio